# Susan Bertie
Susan Bertie (n. 1554-?) era hija de Catherine Willoughby, duquesa de Suffolk (nacida Willoughby), y su segundo esposo, Richard Bertie. Susan era la noble mujer conmemorada por Lanyer al principio de Salve Deus Rex Judaeorum (1611) bajo el nombre de "hija de la duquesa de Suffolk." A los dieciséis años, se casó con  Reginald Grey de Wrest, futuro V conde de Kent. Tras enviudar a los diecinueve años, la condesa de Kent se casó con Sir John Wingfield en 1581.

## Biografía
Susan fue la primera hija del segundo matrimonio de su madre. Un año más tarde nacería su hermano Peregrine Bertie, quien sucedió a su madre como XII barón Willoughby de Eresby.
La duquesa y su marido debieron partir al exilio durante las persecuciones religiosas de la católica reina María; solo regresaron al castillo de Grimsthorpe tras la coronación de la reina Isabel. En 1570, se casó con Master Grey, conde de Kent desde el 28 de marzo de 1572. Murió el 15 de marzo de 1573, sin haber dejado descendencia.
La herencia del conde pasó a Lord Grey de Ruthin, medio hermano de su predecesor. La joven viuda pudo haber sido invitada a vivir en la corte, debido a que ya no podía residir en su antigua residencia, y de la benevolente atención que la reina Isabel dispensaba para con las jóvenes aristócratas en situaciones como la de Susan. Sin duda, la reina se habría enfadado por el segundo matrimonio de Susan en 1581.
Su segundo marido, Sir John Wingfield, era sobrino de Bess de Hardwick. Tuvieron dos hijos: Peregrine Wingfield, nacido en Holanda, presumiblemente llamado así en honor a su hermano, y Robert Wingfield.
Aemilia Lanyer se refería a Susan Bertie como "la señora de mi juventud,/La noble guía de mis días ingobernables" debido a que se crio bajo su dirección, y dejando gran marca en Lanyer por su círculo humanista protestante. Esto no era extraño, pues estaba generalizado que familias enviasen a sus hijos a servir a casas aristocráticas como la de Susan para educarse.